# Mięsień nalewkowo-nagłośniowy

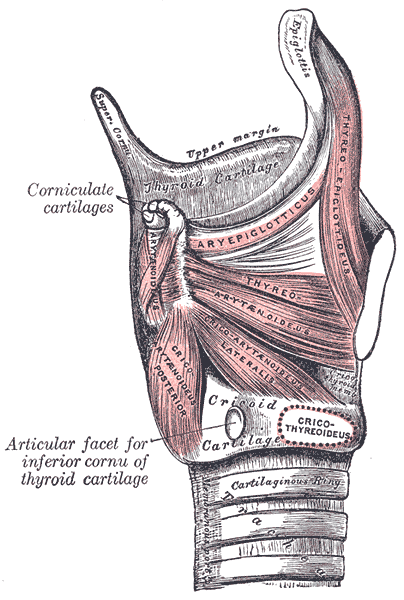
Krtań, widok z boku. Mięsień nalewkowo-nagłośniowy podpisany aryepiglloticus.

Mięsień nalewkowo-nagłośniowy (łac. musculus aryepiglotticus) – w anatomii człowieka mięsień krtani. Zaczyna się na wierzchołku chrząstki nalewkowatej, biegnie następnie w fałdzie nalewkowo-nagłośniowym jako przedłużenie mięśnia nalewkowego skośnego i kończy się na brzegu chrząstki nagłośniowej i błonie czworokątnej. Unerwiony jest przez gałąź przednią nerwu krtaniowego dolnego. Prawdopodobnie bierze udział w przechylaniu nagłośni w tył i ku dołowi.